# Trypanosyllis agilis
Trypanosyllis agilis är en ringmaskart som först beskrevs av Addison Emery Verrill 1882.  Trypanosyllis agilis ingår i släktet Trypanosyllis och familjen Syllidae. Inga underarter finns listade i Catalogue of Life.